# 木𣚦水库
木𣚦水库（「𣚦」）是广东省广州市黄埔区的一个水库。始建于1958年，1960年竣工，名字取于所在的木𣚦村。水库库坝高20米，坝长147米，集雨面积7.6平方公里，最大库容量1023万立方米。有引水隧洞一个，长800米，发电站一座，装机容量120瓦，年发电量50万度。